# Transactions of the Cambridge Philosophical Society
Transactions of the Cambridge Philosophical Society, (abreviado Trans. Cambridge Philos. Soc.), foi uma revista com ilustrações e descrições botânicas que foi editada em Londres. Publicaram-se 23 números desde 1822 até 1928.